# Kettils-Stensjön
Kettils-Stensjön är en sjö i Härjedalens kommun i Hälsingland och ingår i Ljusnans huvudavrinningsområde. Sjön har en area på 0,301 kvadratkilometer och ligger 279,6 meter över havet.

## Delavrinningsområde
Kettils-Stensjön ingår i det delavrinningsområde (690209-145203) som SMHI kallar för Mynnar i Hoan. Medelhöjden är 286 meter över havet och ytan är 4,39 kvadratkilometer. Räknas de 10 avrinningsområdena uppströms in blir den ackumulerade arean 82,83 kvadratkilometer. Långsån som avvattnar avrinningsområdet har biflödesordning 3, vilket innebär att vattnet flödar genom totalt 3 vattendrag innan det når havet efter 212 kilometer. Avrinningsområdet består mestadels av skog (91 procent). Avrinningsområdet har 0,38 kvadratkilometer vattenytor vilket ger det en sjöprocent på 8,5 procent.